# Tawera bollonsi
Tawera bollonsi је врста слановодних морских шкољки из рода Tawera, породице Veneridae, тзв, Венерине шкољке.

## Статус
Неприхваћен.